# Brachioppiella pseudohigginsi
Brachioppiella pseudohigginsi är en kvalsterart som beskrevs av Lee och Subías 1991. Brachioppiella pseudohigginsi ingår i släktet Brachioppiella och familjen Oppiidae. Inga underarter finns listade.